# 阿尔善宝拉格镇
阿尔善宝拉格镇，是中华人民共和国内蒙古自治区锡林郭勒盟锡林浩特市下辖的一个乡镇级行政单位。

## 行政区划
阿尔善宝拉格镇下辖以下地区：
阿尤拉海社区、伊玛图社区、斯日古楞嘎查、巴彦高勒嘎查、新满都拉嘎查和巴彦塔拉嘎查。